# NGC 2343
NGC 2343 (również OCL 565) – gromada otwarta znajdująca się w gwiazdozbiorze Jednorożca w odległości ok. 3500 lat świetlnych. Została odkryta 10 stycznia 1785 roku przez Williama Herschela.
Gromady NGC 2343 i NGC 2335 tworzą gromadę podwójną o wspólnej przeszłości. Obie są zanurzone w Mgławicy Mewa.